# به موسپورت خوش آمدید
به موسپورت خوش آمدید (به انگلیسی: Welcome to Mooseport) یک فیلم سینمایی آمریکایی-آلمانی کمدی، در سبک طنز سیاسی محصول سال ۲۰۰۴ میلادی به کارگردانی دونالد پتری با بازی ری رومانو و جین هکمن (در آخرین فیلم خود قبل از بازنشستگی) است. محل فیلمبرداری در جورجینا، انتاریو و پورت بری انجام شده‌است.

## داستان
رئیس‌جمهور آمریکا، که بعد از دو دوره ریاست جمهوری بازنشسته می‌شود، به زادگاهش موسوپورت بازمی‌گردد و تصمیم می‌گیرد که برای شهردار شدن در برابر یکی دیگر از نامزدان محلی شرکت کند …